# Autophila umbrifera
Autophila umbrifera là một loài bướm đêm trong họ Erebidae.